# Senofonte di Corinto
Senofonte di Corinto (in greco antico: Ξενοφῶν ὁ Κορίνθιος?, Xenophôn ho Korínthios; Corinto, ... – dopo il 464 a.C.) è stato un atleta greco antico.

## Biografia
Senofonte proveniva da una delle famiglie aristocratiche di Corinto, gli Oligetidi. La sua era una famiglia di atleti: suo padre Tessalo aveva vinto nel 504 a.C. ad Olimpia nella specialità del diaulo (doppio stadion di circa 384 metri). Lo stesso Tessalo avrebbe anche vinto le gare di stadion e diaulo ai Giochi Pitici nella stessa giornata, e nello stesso mese avrebbe poi vinto anche la oplitodromia durante le Panatenee.

## Vittorie
Vinse molti titoli ai Giochi Panellenici nel decennio dal 470 a.C. al 460 a.C., tra i quali spiccano lo stadion e il pentathlon ai giochi olimpici del 464 a.C.
Senofonte di Corinto vinse, nel dettaglio, tre corone alle Olimpiadi, due eventi ai giochi istmici, sei ai giochi Pitici, a cui si aggiunge un numero imprecisato di vittorie ai giochi nemei. Vinse inoltre tre prove alle Panatenee, sette alle feste di Atena Ellotide nella sua Corinto e numerose altre in Arcadia e ad Argo.
In suo onore, inoltre, Pindaro compose uno scolio conservatoci in parte da Ateneo di Naucrati, forse per celebrare la dedica di cento prostitute sacre dedicate al tempio di Afrodite per celebrare una delle sue vittorie olimpiche. 